# Патетино
Патетино (мкд. Патетино) је насеље у Северној Македонији, у средишњем делу државе. Патетино је село у саставу општине Свети Никола.

## Географија
Патетино је смештено у средишњем делу Северне Македоније. Од најближег града, Штипа, насеље је удаљено 30 km северозападно.
Насеље Патетино се налази у историјској области Овче поље. Село је смештено северно од поља, на западним висовима планине Манговице. Надморска висина насеља је приближно 640 метара.
Месна клима је умерено континентална.

## Становништво
Патетино је према последњем попису из 2002. године имало 6 становника.
Већинско становништво су етнички Македонци (100%). 
Претежна вероисповест месног становништва је православље.